# 古史成文
古史成文（こしせいぶん）は、平田篤胤の著作。全15巻。1811年（文化8年）成立。1818年（文政元年）刊。

## 成立の背景
『古事記』、『日本書紀』、『古語拾遺』、『風土記』などを材料とし、諸々の古典の中から伝承の異同を考察し、神代から推古天皇までの古伝を『古事記』の文体にならって補足や訂正し、平田が正説だと考える伝えを書き添えて記述する構想を練っていた。古伝に異説が多々あることを訝しく思っていた篤胤は、真の伝は必ず一つである、との見解に立ってこの『古史成文』を著した。当時の篤胤は、「あわれ我を知るもの、それ唯この成文なるかも、我を誹るものも、それ唯この成文なるかも」と述べている。

## 公表された状態
実際に公表されたのは、神代～神武天皇誕生までの1～3巻(上中下)のみであり、平田宗家に、草稿として第7巻の神功皇后の伝までが現存し保管されている。成文は天地開闢から鵜草葦不合命(うがやふきあえずのみこと)までの出来事を165段に分けて記述している。上巻の34段までは高天原の物語を、中巻は105段までで、出雲を舞台とした神々の物語を記し、下巻の106～165段迄は筑紫の物語を含めて神孫の代に及ぶ。
神代の物語である古史成文を脱稿する切っ掛けになったのは、駿河の門人の一人である柴崎直古の依頼により1812年（文化八年）十月から年明けまで逗留した事による。滞在中の僅かな期間に『古史成文』『古史徴』『霊能真柱』等の稿を次々と書き著した。